# Phối tinh

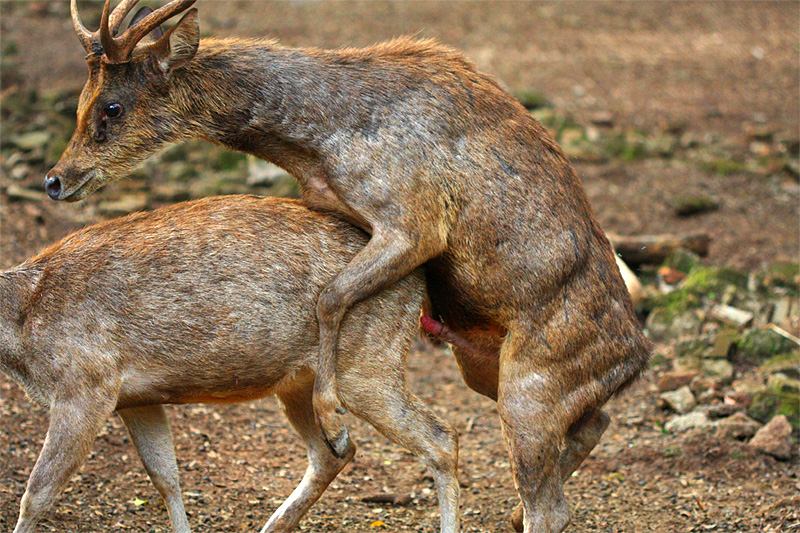
Hai con hươu đang phối giống một cách tự nhiên

Phối tinh (Insemination) hay còn gọi là cấy tinh, gieo tinh, thụ tinh hay phối giống hoặc cấy giống là việc cố tình đưa tinh trùng vào động vật hoặc thực vật giống cái với mục đích thụ thai hoặc thụ tinh cho con vật giống cái để sinh sản hữu tính. Tinh trùng được đưa vào tử cung của động vật có vú hoặc ống dẫn trứng của động vật rụng trứng (đẻ trứng). Phối tinh có thể được gọi là thụ tinh in vivo (từ in vivo có nghĩa là "bên trong cơ thể sống" có nghĩa là thụ tinh trong) vì trứng được thụ tinh bên trong cơ thể, điều này trái ngược với thụ tinh trong ống nghiệm.

## Tổng quan
Ở động vật có vú, thụ tinh thường xảy ra trong quá trình giao phối ở động vật hoặc quan hệ tình dục ở người (giao hợp, giao cấu) đối với kiểu thụ tinh trong, nhưng thụ tinh có thể diễn ra theo những cách khác, chẳng hạn như thụ tinh nhân tạo. Mỗi hình thức thụ tinh có ý nghĩa pháp lý, đạo đức và giữa các cá nhân. Cho dù việc thụ tinh diễn ra tự nhiên hay bằng phương pháp nhân tạo, tuy nhiên, việc mang thai và tiến triển của nó sẽ vẫn như nhau. Ở thực vật, quá trình thụ tinh được gọi là thụ phấn và ghép giống.
Thuật ngữ cấy giống hay gieo tinh (Insemination) có nội hàm khác với thụ tinh (Fertilisation), cấy giống chỉ đề cập đến dạng thụ tinh trong, trong khi thụ tinh có nghĩa bao hàm cả thụ tinh trong và thụ tinh ngoài, đồng thời thụ tinh chỉ đề cập đến quá trình sinh sản của động vật nhưng cấy giống còn đề cập đến sự sinh sản của các loài thực vật (thụ phấn), đồng thời mở rộng nội hàm không chỉ bao gồm quá trình thụ tinh tự nhiên mà con bao gồm cả việc thụ tinh có sự can thiệp của con người như thụ tinh nhân tạo (đối với người), việc gieo tinh, phối giống, cấy tinh của con người đối với súc vật, giống vật nuôi trong chăn nuôi.

## Phương pháp

### Tự nhiên

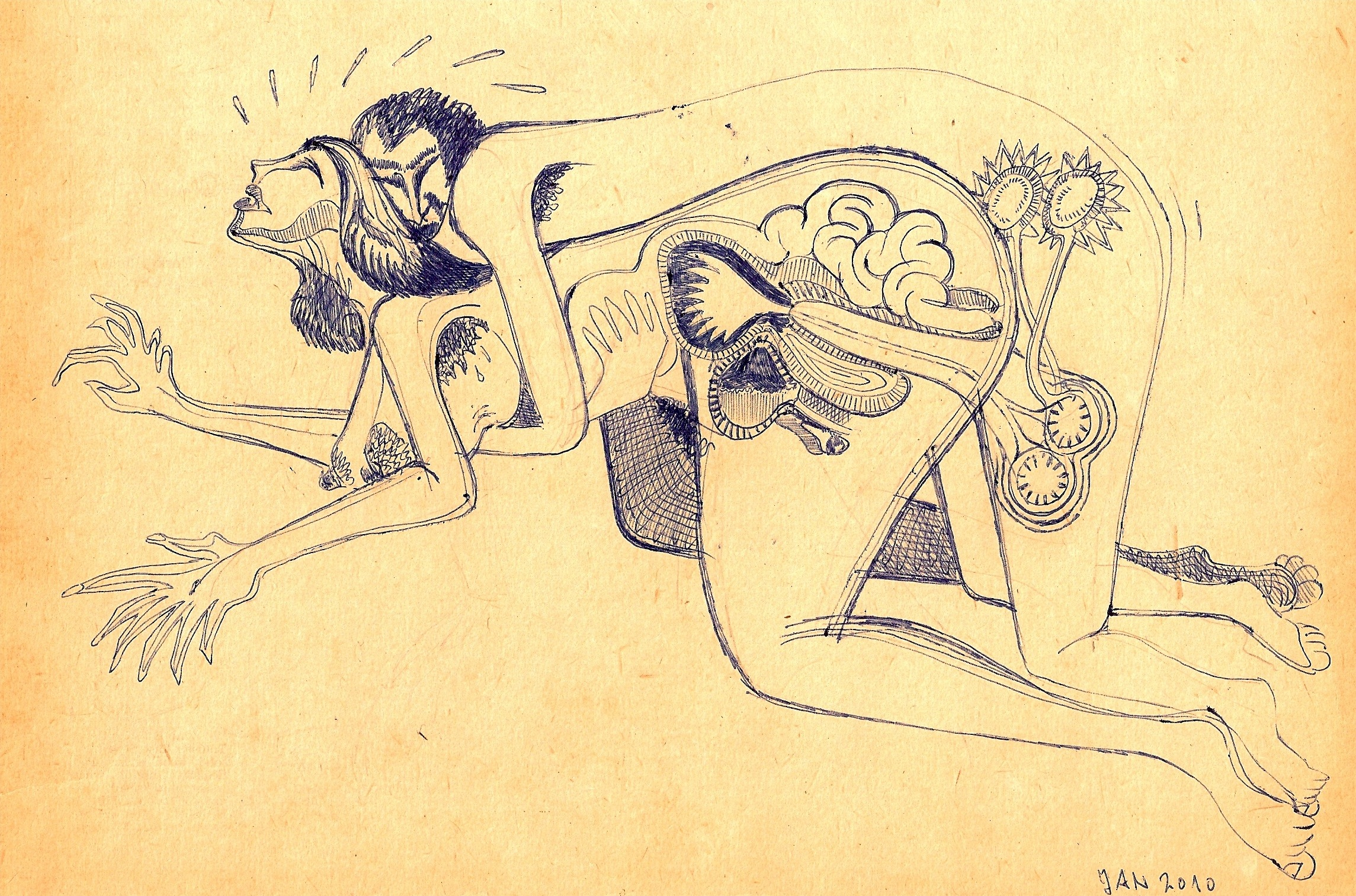
Ký họa cảnh truyền giống của một người đàn ông và đàn bà khi giao hợp

Sự phối giống, thụ tinh của người phụ nữ bằng cách quan hệ tình dục được gọi là kỹ thuật "thụ tinh tự nhiên" (NI) tức là thụ tinh bằng phương pháp tự nhiên. Mặc dù thuật ngữ này thường được hiểu trong bối cảnh sinh sản của bên thứ ba, nơi một người đàn ông không phải là bạn tình bình thường của người phụ nữ (người hiến tinh trùng) sinh con cho người phụ nữ bằng cách cung cấp tinh trùng của anh ta thông qua quan hệ tình dục thay vì cung cấp tinh trùng cho anh ta nó được sử dụng để tạo thai ở người phụ nữ bằng phương pháp nhân tạo.
Tỷ lệ thụ tinh tự nhiên của một người hiến tinh trùng thường là một vấn đề riêng tư, và cũng có thể mang lại rủi ro sức khỏe lớn hơn so với nơi tinh trùng đã được xử lý bởi một trung tâm sinh sản. Những người ủng hộ tuyên bố thụ tinh tự nhiên tạo ra tỷ lệ mang thai cao hơn và quan niệm 'tự nhiên' hơn không liên quan đến sự can thiệp và xâm nhập của bên thứ ba; tuy nhiên, điều này chưa được chứng minh về mặt y tế rằng thụ tinh tự nhiên có cơ hội mang thai tăng lên.
Ngoài ra, thụ thai thông qua thụ tinh tự nhiên được coi là một quá trình tự nhiên, vì vậy người cha phải chịu trách nhiệm hỗ trợ nuôi con và quyền nuôi con của con. Do đó, luật lệ thường rút ra sự phân biệt giữa một người đàn ông làm cha bằng cách tự nhiên và một người đàn ông cung cấp tinh trùng của mình để sử dụng cho cha của một đứa trẻ bằng phương pháp nhân tạo (ví dụ: thụ tinh nhân tạo). Trong hầu hết các nền văn hóa, thụ tinh bởi một người đàn ông thông qua quan hệ tình dục, cho dù chồng của người phụ nữ, bạn tình bình thường hay không, đều bị ức chế xã hội và tình dục, và có ý nghĩa pháp lý và đạo đức giữa các cá nhân.

### Nhân tạo
Thụ tinh nhân tạo là việc đưa tinh trùng vào đường sinh sản của nữ bằng các biện pháp khác ngoài quan hệ tình dục nhằm mục đích thụ thai cho nữ (người mẹ) thông qua quá trình hỗ trợ sinh sản. Ở người, thụ tinh nhân tạo có thể được sử dụng khi phụ nữ hoặc nam giới không thể, vì bất kỳ lý do nào đó mà không thể thụ thai bằng phương pháp tự nhiên. Tinh trùng có thể được cung cấp bởi một đối tác tình dục theo lựa chọn của cô ấy hoặc bởi một người hiến tinh trùng. Kỹ thuật thụ tinh nhân tạo có sẵn bao gồm thụ tinh nội sọ và thụ tinh trong tử cung. Thụ tinh nhân tạo sử dụng tinh trùng của người hiến tặng thường được sử dụng bởi các cặp đồng tính nữ, phụ nữ độc thân và các cặp vợ chồng dị tính khi bạn tình nam bị vô sinh nam. So với thụ tinh tự nhiên, thụ tinh nhân tạo có thể được can thiệp nhiều hơn và nó có thể cần sự trợ giúp chuyên môn và chuyên môn y tế, sẽ có chi phí cao hơn.
Ngoài các tình huống mà bạn tình phái nam của phụ nữ bị vô sinh nam, tinh trùng từ bạn tình của phụ nữ cũng có thể được sử dụng để thụ thai một cách nhân tạo sau khi bạn tình đã chết hoặc bạn tình không thể thụ thai. Có một số luật tại một số quốc gia hạn chế và quy định ai có thể hiến tinh trùng và ai có thể được thụ tinh nhân tạo và hậu quả của việc thụ tinh đó, kể cả việc sưu tập tinh trùng. Theo bất kỳ quy định nào hạn chế người có thể có được tinh trùng của người hiến tặng, tinh trùng của người hiến tặng có sẵn cho tất cả phụ nữ, vì bất kỳ lý do gì, muốn hoặc cần nó. Một số phụ nữ sống trong khu vực tài phán không cho phép thụ tinh nhân tạo trong trường hợp cô ấy thấy mình có thể đi đến một khu vực tài phán khác (một "điểm đến sinh sản") cho phép điều đó. Thụ tinh nhân tạo đã và đang tiếp tục được sử dụng phổ biến trong chăn nuôi như một cách tăng hiệu quả chăn nuôi.